# Velikaja
Velikaja (russisk: Великая) er en flod i Pskov oblast i det vestlige Rusland. Den udspringer i højlandet i den sydlige del af Pskov oblast, og løber mod nord gennem byerne Opotsjka, Ostrov og Pskov. Floden munder ud i indsøen Peipus.
Floden har stor historisk betydning. Pskov blev grundlagt i 903, og Velikaya gav byen adgang til havet via søen Peipus og floden Narva.